# سیارک ۴۴۴۷۹
سیارک ۴۴۴۷۹ (به انگلیسی: 44479 Olaheszter، نامگذاری:1998WS8) چهل و چهار هزار و چهارصد و هفتاد و نهمین سیارک کشف شده‌است که در ۲۴ نوامبر ۱۹۹۸ کشف شد.